# 자넷 수즈먼
자넷 수즈먼(Janet Suzman, 1939년 2월 9일 ~ )은 남아프리카 공화국의 배우, 영화 감독, 영화배우, 텔레비전 배우, 연극 배우이다.
요하네스버그에서 태어났다.

## 영화
- 맥스 (2002년)
- 비밀요원 (1992년) - 마가렛 역
- 세상에서 가장 운 나쁜 사나이 (1992년)
- 돈가방을 든 수녀 (1990년)
- 백색의 계절 (1989년) - 수잔 드 토잇 역
- 영국식 정원 살인 사건 (1982년) - 미시즈 허버트 역
- 니진스키 (1980년)
- 블랙 윈드밀 (1974년)
- 니콜라스와 알렉산드라 (1971년)
- 세 자매 (1969년)